# BT Андромеды
BT Андромеды (лат. BT Andromedae) — одиночная переменная звезда' в созвездии Андромеды на расстоянии (вычисленном из значения параллакса) приблизительно 6150 световых лет (около 1886 парсеков) от Солнца. Видимая звёздная величина звезды — от +14,2m до +12,7m.

## Характеристики
BT Андромеды — красная пульсирующая полуправильная переменная S-звезда типа SRA (SRA) спектрального класса M0, или M4S. Эффективная температура — около 3294 K.